# 格兰布维尔
格兰布维尔（法語：Graimbouville，法語發音：[ɡʁɛ̃buvil]）是法国滨海塞纳省的一个市镇，属于勒阿弗尔区。

## 地理
格兰布维尔（49°34'22"N, 0°19'45"E）面积6.4 平方千米，位于法国诺曼底大区滨海塞纳省，该省份为法国北部沿海省份，其西部及北部濒大西洋英吉利海峡，东起顺时针与索姆省、瓦兹省、厄尔省和卡爾瓦多斯省接壤。
与格兰布维尔接壤的市镇（或旧市镇、城区）包括：埃坦于、戈梅维尔、圣吉勒德拉讷维尔、维尔维尔。

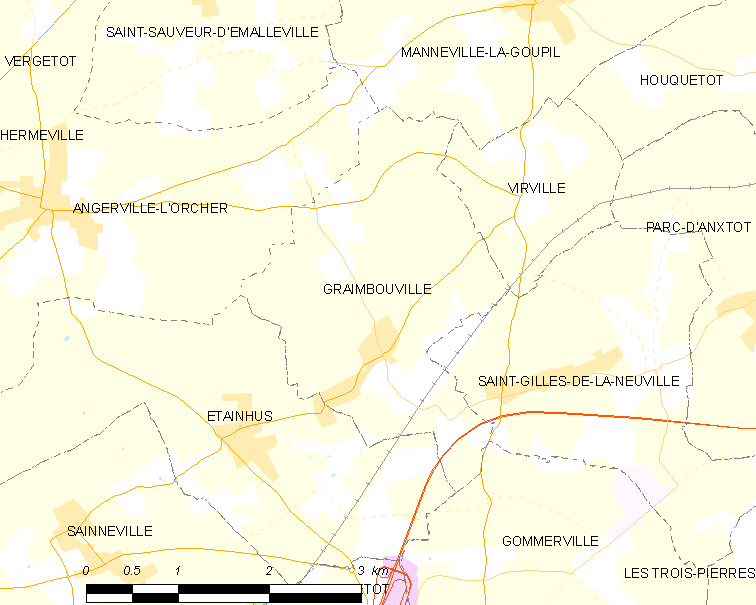
格兰布维尔的OSM定位图

格兰布维尔的时区为UTC+01:00、UTC+02:00（夏令时）。

## 行政
格兰布维尔的邮政编码为76430，INSEE市镇编码为76314。

## 政治
格兰布维尔所属的省级选区为圣罗曼-德科尔博斯克县。

## 人口

1962-2008年间格兰布维尔人口变化图示

格兰布维尔于2022年1月1日时的人口数量为608人。